# Chano Scotty
Chano Scotty fue un músico y director de orquesta argentino. Fue el fundador de una orquesta que tuvo repercusión tanto en su país como el exterior El Combo Latino.

## Carrera
Scotty fue un referente de la música latina, Funk, Soul y del estilo Boogaloo, Bossanova, Psychedelic, Gogo, entre otros, que editó en a lo largo de su carrera en cuatro discos dos de ellos bajo el sello Musicor Records. En la década de 1970 con el sello Virrei en Perú, editó un álbum cuyo estilo era la cumbia. También lo acompañó a Los Big Ben con doce éxitos suyos, mezclando géneros de Jazz, Rock, Latin y Pop con el sello Vinyl.
A lo largo de su extenso trabajo formó un grupo en los años 60 junto a Mike Ribas y Cacho Gómez, luego integraría la gran orquesta de Xavier Cugat y su grandioso show con Abbe Lane, Jack del Río y Lalo Schifrin, entre otros
Junto con el cantante melódico argentino Eduardo Farrell y su esposa hicieron varias presentaciones en Colombia. Con el sello Fénix 002 graba los temas en Argentina: Dispensame y Mi chiquita.
Hizo versiones en bogallo de temas como Cuando llegaré, Muñeco De Trapo, Último Adiós, Ciudad Solitaria, entre muchos otros.
Su esposa fue la actriz, vedette y bailarina Lydia Scotty. En Buenos Aires vivió en Av. Rivadavia 9845.

## Discografía
- 1966: Chano Scotty Y Su Combo Latino: Favoritos Bailables.
- 1967: Chano Scotty Y Su Combo Latino:The New Sound Of Chano Scotty And His Combo Latino
- 1970: Chano Scotty Y Su Combo Latino – Cumbia...Cumbia!!
- 1972: Los Big Ben Con Chano Scotty Y Su Combo Latino - 12 Éxitos

## Temas
- Cuando Llegare
- Acompaname
- Estamos Ahi
- Vanidad
- Boogaloo No. 2
- Boogaloo No. 1
- Sea Samba
- Último Adiós
- Summer Samba
- Chano's Boogaloo
- Maria Ninguen
- Mala Femmena
- Tudo De Voce
- Canción De Orfeo
- Winchester Cathedral
- Consolación
- Siboney
- Bossa A-Go-Go
- Ciudad Solitaria
- Selecciones De Guarija
- Pescador
- Prende La Vela
- Maria Elena
- Mi Serrana
- Goza El Cumbion
- Cumbia Madruguera
- La Nina De Los Ojos Tristes
- Zapato Roto
- Cartagenera
- La Pereza
- Color De Cumbia
- La Cumbia, Cumbia
- La Palomita
- Psicosis
- Mejor Esta Noche
- Como La Magia De Ese Samba
- Me Voy Con Mama
- Los Dos Italianitos
- La Gata
- La Cara Nonna
- Colorado
- Sábado A La Noche
- Muñeco De Trapo
- Que Suerte